# Доња Боровица
Доња Боровица је насељено мјесто у општини Вареш, Босна и Херцеговина.

## Становништво
|             | 2013.       | 1991.        |
| Укупно      | 72 (100,0%) | 468 (100,0%) |
| Хрвати      | 72 (100,0%) | 460 (98,29%) |
| Југословени | –           | 6 (1,282%)   |
| Срби        | –           | 2 (0,427%)   |
| Бошњаци     | –           | 0 (0,000%)1  |

1. 1 На пописима од 1971. до 1991. Бошњаци су пописивани углавном као Муслимани.